# Poa arechavaletae
Poa arechavaletae là một loài cỏ trong họ hòa thảo, thuộc chi poa.